# Ed Belfour
Edward John „Ed” Belfour (ur. 21 kwietnia 1965 w Carman w prowincji Manitoba – były kanadyjski hokeista. Reprezentant Kanady. Olimpijczyk.

## Kariera
- Winkler Flyers (1983-1986)
- Univ. of North Dakota (1986-1987)
- Saginaw Hawks (1987-1989)
- Chicago Blackhawks (1989-1997)
- San Jose Sharks (1997)
- Dallas Stars (1997-2002)
- Toronto Maple Leafs (2002-2004, 2005-2006)
- Florida Panthers (2006-2007)
- Leksands IF (2007-2008)

Wieloletni zawodnik w lidze NHL, szczególnie w Chicago Blackhawks. Później występował w Dallas Stars (gdzie w sezonie 1998/1999 zdobył Puchar Stanleya), San Jose Sharks, Toronto Maple Leafs i Florida Panthers. W ostatnim sezonie występował w szwedzkim klubie Leksands IF, po czym w 2008 roku zakończył karierę zawodniczą.
9 kwietnia 2007 roku Belfour oraz jego kolega z drużyny Florida Panthers, Ville Peltonen zostali aresztowani po tym, jak nie chcieli opuścić klubu będąc pod wpływem alkoholu. Belfour został wypuszczony za kaucją 1500 dolarów amerykańskich.
Uczestniczył w turniejach Canada Cup w 1991 oraz na zimowych igrzyskach olimpijskich 2002.
Jego syn Dayn (ur. 1989) także jest bramkarzem hokejowym.
W sezonie NHL (2009/2010) Ed Belfour był trenerem bramkarzy w klubie St. Louis Blues. Od sezonu 2012/2013 jest jednym ze współwłaścicieli klubu Allen Americans występującego w Central Hockey League (wraz z nim także inny były hokeista, Mike Modano).

## Sukcesy i wyróżnienia
Reprezentacyjne
- Złoty medal Zimowych igrzysk olimpijskich: 2002

Klubowe
- Mistrzostwo NCAA: 1987
- Presidents’ Trophy: 1991 z Chicago Blackhawks
- Clarence S. Campbell Bowl: 1992 z Chicago Blackhawks, 1999, 2000 z Dallas Stars
- Mistrz dywizji NHL: 1990, 1991, 1993 z Chicago Blackhawks, 1998, 1999, 2000, 2001 z Dallas Stars
- Mistrz konferencji NHL: 1992 z Chicago Blackhawks, 1999, 2000 z Dallas Stars
- Presidents’ Trophy: 1998, 1999 z Dallas Stars
- Puchar Stanleya: 1999 z Dallas Stars

Indywidualne
- Najlepszy pierwszoroczniak IHL: 1988
- Sezon NHL (1990/1991):
  - NHL All-Rookie Team
  - William M. Jennings Trophy
  - Trofeum Vezina
- Calder Memorial Trophy
  - Pierwszy skład gwiazd
- Sezon NHL (1991/1992):
  - NHL All-Star Game
- Sezon NHL (1992/1993):
  - NHL All-Star Game
  - William M. Jennings Trophy
- Trofeum Vezina
  - Pierwszy skład gwiazd
- Sezon NHL (1994/1995):
  - NHL All-Star Game
  - William M. Jennings Trophy
- Sezon NHL (1995/1996):
  - NHL All-Star Game
- Sezon NHL (1997/1998):
  - NHL All-Star Game
- Sezon NHL (1998/1999):
  - NHL All-Star Game
  - William M. Jennings Trophy
- Sezon Allsvenskan 2007/2008:
  - Pierwsze miejsce w klasyfikacji średniej goli straconych na mecz

Wyróżnienia
- Hockey Hall of Fame: 2011